# Johann Peter Grieß
Johann Peter Grieß (Kirchhosbach, 6 settembre 1829 – Bournemouth, 30 agosto 1888) è stato un chimico tedesco.
È noto per i suoi studi sulla reattività dell'acido nitroso con certe molecole organiche, studi che lo resero il pioniere della sintesi dei coloranti azoici. È anche noto per l'omonima reazione di Griess, sfruttata nella determinazione quantitativa dei nitriti.

## Biografia
Figlio di una famiglia contadina, nel 1850 Grieß iniziò a frequentare l'Università di Jena continuando l'anno dopo gli studi presso l'Università di Marburgo. Durante gli anni universitari subì diverse sanzioni disciplinari e venne espulso dalla città per un anno, periodo di cui approfittò per seguire le lezioni di Justus Liebig all'Università Ludwig Maximilian di Monaco. Nel 1854 poté tornare a Marburgo interessandosi in particolare al corso di chimica tenuto da Hermann Kolbe.
Dopo avere dovuto momentaneamente tralasciare gli studi per lavorare in una fabbrica chimica a Offenbach am Main, per fare in seguito ritorno a Marburgo per lavorare con Kolbe, nel 1858 il suo stesso insegnante lo raccomandò per un posto di lavoro all'interno del gruppo di August Wilhelm von Hofmann presso il Royal College of Chemistry di Londra. In Inghilterra Grieß continuò a portare avanti i suoi studi sui sali di diazonio, effettuando nel 1862 la prima sintesi di un colorante azoico. Egli scoprì che le ammine aromatiche, come l'anilina, reagivano a bassa temperatura con l'acido nitroso producendo un sale di diazonio; quest'ultimo, fatto reagire a sua volta con un fenolo, dava origine a una molecola più grande colorata. Questa scoperta aprì ben presto le porte alla diffusa sintesi industriale dei primi coloranti azoici, con la vendita dei brevetti ad aziende britanniche e alla BASF dell'amico Heinrich Caro.
Dal 1862 Grieß iniziò a lavorare nella birreria Samuel Allsopp & Sons a Burton upon Trent, posto che mantenne fino al suo ritiro. Il 22 settembre 1869 sposò Louisa Anna Mason, figlia di un medico, dalla quale ebbe due figli e due figlie. Sua moglie morì nel 1886, due anni dopo spirò anche Grieß che venne sepolto accanto alla moglie a Burton upon Trent.